# Norberto Fuentes
Norberto Fuentes (Havana, 2 de março de 1943) é um escritor e jornalista cubano. 

## Biografia
Fuentes obteve uma licenciatura em Literatura Hispanoamericana na Universidade de Havana. Trabalhou nos jornais Hoy e Granma, e nas publicações Mella y Cuba (depois chamada Cuba Internacional). 

### Condenados de Condado
Deu-se a conhecer com seu livro de contos Condenados de Condado, que ganhou, em 1968 o Prêmio Casa de las Américas. No entanto, por este trabalho —que aborda a luta contra as guerrilhas anticastristas do Escambray— foi condenado ao ostracismo, onde permaneceu por 15 anos. Fuentes explica, no prefácio de uma edição de 2000 de Condenados, que Fidel Castro, depois de terminar de ler o livro, lançou o exemplar contra a parede com tanta força que o deixou desencadernado.

Minhas desgraças, portanto, estavam apenas começando. Isso aconteceu em junho de 1968, com o pequeno volume recém-publicado. Fidel havia se interessado por ele porque já existiam comentários no exército a respeito das liberdades que me havia permitido — minhas inabaláveis faltas de respeito — e porque a mãe do comandante Manuel Fajardo, Pity — que fora o primeiro chefe de operações no Escambray e que teve a sorte de cair em uma emboscada de sua própria força e ter fogo amigo queimado suas costas com balas — pediu a ele, em um ataque de histeria e soluços, que me fuzilasse.— Norberto Fuentes

### Caso Padilla
Em 1971 foi um dos protagonistas do Caso Padilla, ao ser acusado, junto com outros escritores, em 29 de abril por seu amigo Heberto Padilla —que tinha passado 37 dias detido por "actividades subversivas"— durante sua autocrítica pública numa reunião da oficialidade castrista celebrada na sede da União de Escritores e Artistas de Cuba. Fuentes foi o único que não se autoinculpou e, ao tomar a palavra aquela noite, disse:
"Eu sou um revolucionário. (...) Heberto disse que todas as pessoas que ele tinha mencionado tinham tido atitudes contrarrevolucionarias. Heberto, eu não tenho tido atitudes contrarrevolucionarias".

### Aproximação ao poder
Em meados da década de 1970 e durante sete anos, Fuentes dedicou-se à tarefa de escrever Hemingway en Cuba, que, com prólogo de Gabriel García Márquez, foi publicado em 1984. Este livro foi a chave para ingressar nos mais altos círculos do poder cubano, os dos irmãos Fidel e Raúl Castro, e se tornar o escritor favorito do regime.
Paralelamente, iniciou viagens a Angola, acompanhando tropas cubanas ali destacadas. Como resultado dessa experiência, ele escreveu El último santuario e recebeu a medalha de Combatente Internacionalista de Primeira Classe e a medalha de Serviço Distinto das Forças Armadas Revolucionárias. Durante o ano de 1988, ele acompanhou a delegação cubana que negociou os acordos de paz da África Austral, juntamente com os governos de Angola, África do Sul, Estados Unidos e União Soviética.

### Exílio
Ele deixou o poder em 1989, após o chamado "Caso Número 1" (um julgamento por suposto tráfico de drogas e corrupção), que terminou com a execução de seu amigo, o Coronel Antonio da Guarda, e do General Arnaldo Ochoa Sánchez. Em 1993, ele tentou escapar da ilha em uma balsa, mas foi preso. Depois de vinte dias foi libertado graças a uma crescente movimento de solidariedade de escritores de todo o mundo.
No ano seguinte, após uma greve de fome, conseguiu deixar Cuba graças à intervenção direta de Gabriel García Márquez, William Kennedy, Carlos Salinas de Gortari e Felipe González e desde então reside nos Estados Unidos, em Miami e Virgínia. Deixou a ilha no dia 2 de setembro acompanhado de García Márquez a bordo do avião executivo do presidente mexicano Salinas de Gortari.
Sua biografia novelada La autobiografía de Fidel Castro, composta de dois volumes, revela as intimidades e o pensamento do líder da Revolução Cubana. Diversos meios de comunicação da América Latina e da Europa publicam seus artigos.

## Livros
- Condenados de Condado, cuentos, Casa de las Américas, Havana, 1968 (reedição: Seix Barral, Barcelona, 2000);
- Cazabandido, artigos publicados entre 1963 e 1969; Arca Editorial, Montevidéu, 1970;
- Posición Uno, Unión de Escritores y Artistas de Cuba, Havana, 1982;
- Hemingway en Cuba, 1984;
- Nos impusieron la violencia, prólogo de Carlos Aldana; Letras Cubanas, Havana, 1986;
- Ernest Hemingway: Redescubierto, 1987;
- El último santuario, 1992;
- Los hijos del enemigo, 1995. Em 2023 foi publicado pela primeira vez em versão impressa pela Cuarteles de Invierno;
- Dulces guerreros cubanos, ensaio, Seix Barral, Barcelona, 1999. Reeditado em 2017 pela Cuarteles de Invierno;
- Narcotráfico y tareas revolucionarias, Universal, 2002
- La autobiografía de Fidel Castro I: El paraíso de los otros, Destino, Barcelona, 2004; II: El poder absoluto e insuficiente, Destino, Barcelona, 2007;
- El último disidente, artigos; editado pela Fuentes y Pedro Schwarze, 2008. Em 2017, uma nova edição com correções e atualizações foi publicada no Cuarteles de Invierno;
- Plaza sitiada, autobiografia, Cuarteles de invierno, 2018
- La historia que fue, el arte que será, Cuarteles de Invierno, 2022;
- Nunca digas morir, Cuarteles de Invierno, 2022.